# Solvent Green 1
Solvent Green 1 ist ein Triarylmethanfarbstoff aus der Gruppe der Lösungsmittelfarbstoffe. Es handelt sich um das Acetat von Malachitgrün (C.I. Basic Green 4).

## Verwendung
Solvent Green 1 wird hauptsächlich zum Färben verschiedener Kunststoffarten verwendet. Es kann auch zum Färben von Ölen, Wachsen, Fetten, Kohlenwasserstoffderivaten, Polituren, öligen Insektiziden und Acrylemulsionen verwendet werden.